# Niños Héroes, Palenque
Niños Héroes är en ort i Mexiko.   Den ligger i kommunen Palenque och delstaten Chiapas, i den sydöstra delen av landet, 800 km öster om huvudstaden Mexico City. Niños Héroes ligger 104 meter över havet och antalet invånare är 112.
Terrängen runt Niños Héroes är kuperad åt sydost, men åt nordväst är den platt. Niños Héroes ligger nere i en dal. Runt Niños Héroes är det ganska glesbefolkat, med 34 invånare per kvadratkilometer. Närmaste större samhälle är Cristóbal Colón, 9,3 km sydväst om Niños Héroes. Omgivningarna runt Niños Héroes är en mosaik av jordbruksmark och naturlig växtlighet.